# Mental ray
Mental ray è un premiato motore di rendering 3d di proprietà della Nvidia, disponibile come plugin per i software 3dsmax e Maya. Molto in auge negli anni passati per la produzione cinematografica, è passato lentamente in secondo piano per una lentezza cronica dello sviluppo e aggiornamento del software e dopo l'acquisizione da parte di Nvidia e la fine dei bundle con i software Autodesk, facendosi sorpassare dai più competitivi e diffusi Arnold Render, Renderman, Redshift, Vray. 
mental ray è stato usato per alcune scene di film come Hulk, The Matrix Reloaded & Revolutions, Star Wars Episodio II - L'attacco dei cloni, The Day After Tomorrow - L'alba del giorno dopo e Poseidon.

## Caratteristiche
Il software usa tecniche di accelerazione come lo scanline per la determinazione primaria della superficie visibile e un partizionamento binario dello spazio per i raggi secondari. Supporta inoltre le caustiche e una simulazione fisicamente corretta dell'illuminazione globale usando il photon mapping. Possono essere simulate anche combinazioni di riflessioni e trasmissioni diffuse, lucide, e speculari.
mental ray è stato sviluppato per essere integrato all'interno di applicazioni di terze parti usando delle API, ma anche per essere usato come programma indipendente usando file di scena .mi per i render da linea di comando. All'apice della diffusione del software, è stato integrato in tantissimi software come Autodesk Maya, Autodesk Revit, Autodesk 3ds Max, Softimage XSI, Side Effects Software's Houdini, SolidWorks e CATIA. La maggior parte di questi software fornisce una propria libreria di shader. Tuttavia assumendo che questi shader siano disponibili per mental ray, ogni file .mi può essere renderizzato, indipendentemente dal software che l'ha generato.
Mental ray è completamente programmabile, supportando subroutine di collegamento scritte in C o in C++. Questa caratteristica può essere usata per creare elementi geometrici nel runtime del render, texture procedurali, bump e displacement mapping, effetti volumetrici e atmosferici, ambientazioni, obiettivi e sorgenti di luce.
Il supporto di primitive geometriche include poligoni, superfici di suddivisione e superfici come NURBS, Bézier, e Taylor monomial.
Nel 2003, la mental images fu premiata con un Academy Award per mental ray.